# ماکسیم ژیرون
ماکسیم ژیرون (انگلیسی: Maxime Giron؛ زادهٔ ۱۵ سپتامبر ۱۹۹۴) بازیکن فوتبال اهل فرانسه است.
از باشگاه‌هایی که در آن بازی کرده‌است می‌توان به باشگاه فوتبال رجانا اشاره کرد.